# Hey jumpen
Hey jumpen was een hit van gelegenheidszanger en oud-minister voor Vreemdelingenzaken en Integratie Hilbrand Nawijn, uitgebracht op 14 mei 2007 uitgebracht. Voor Hey jumpen tekende hij een platencontract van vijf, alhoewel het zijn enige nummer zou blijven.
Met het nummer haakte Nawijn na zijn rol als publiekslieveling in het programma So You Wannabe a Popstar in op de rage van het jumpstyle. Nawijn gaf zelf te kennen dat "het goed is dat de jeugd op zijn nummer gaat dansen, omdat de jeugd hedendaags te dik is". Nawijn nam speciaal voor de single les in het springdansen.
In de clip komt Nawijn aanrijden in een ministerslimousine, waar hij uitstapt met een gleufhoed op, als verwijzing naar zijn uitvoering van het nummer Kom van dat dak af van Peter Koelewijn. In de clip staat de ministerpost centraal.